# Kup maršala Tita 1990./91.
Kup maršala Tita 1990./91., također poznat kao Kup Jugoslavije u nogometu 1990./91., bila je četrdeset treća (i posljednja s ovim imenom) sezona Kupa Jugoslavije u nogometu nakon Drugog svjetskog rata.

U natjecanju je sudjelovalo 5141 timova: iz republičkih kupova plasirao se 14 momčadi koje su se pridružile 18 prvoligaškim klubovima u nacionalnom kupu kojim upravlja FSJ. Započeo je 8. kolovoza 1990., a završio 8. svibnja 1991.
Nositelj je bila Crvena zvezda. Trofej je osvojio splitski Hajduk koji je u finalu svladao Crvenu zvezdu i time onemogućio Crvenoj zvezdi osvajanje trostruke krune (crveno-bijeli su već osvojili prvenstvo, a kasnije i Kup prvaka).

Bio je to deveti naslov Hajduka koji se kvalificirao za Kup pobjednika kupova 1991./92.
Bilo je to posljednje izdanje natjecanja s hrvatskim i slovenskim momčadima, jer su se te dvije zemlje u ljeto 1991. godine odvojile od Jugoslavije.

Pehar maršala Tita iduće godine nije vraćen u Jugoslavenski nogometni savez te je bez traga nestao. Nakon 17 godina (2008.) pehar je ponovno izložen javnosti i sada se nalazi u sjedištu HNK Hajduk Split.

## Sudionici
Na natjecanju je sudjelovalo ukupno 5141 ekipe iz svih republika i pokrajina: 864 iz Bosne i Hercegovine, 58 iz Crne Gore, 1346 iz Hrvatske, 335 iz Makedonije, 239 iz Slovenije, 1771 iz Srbije, 48 iz Kosova i 480 iz Vojvodine.
18 sudionika Prve savezne lige 1989./90. kvalificiralo se direktno. Ostalih 14 ekipa (u žutom) plasirale su se kroz republičke kupove.
| rang         | Slovenija            | Hrvatska                                         | Bosna i Hercegovina                                                        | Srbija                                              | Srbija                                                  | Srbija   | Crna Gora         | Makedonija                         |
| rang         | Slovenija            | Hrvatska                                         | Bosna i Hercegovina                                                        | Vojvodina                                           | Središnja Srbija                                        | Kosovo   | Crna Gora         | Makedonija                         |
| ------------ | -------------------- | ------------------------------------------------ | -------------------------------------------------------------------------- | --------------------------------------------------- | ------------------------------------------------------- | -------- | ----------------- | ---------------------------------- |
| 1. rang      | - Olimpija Ljubljana | - Dinamo Zagreb - Hajduk Split - Osijek - Rijeka | - Borac Banja Luka - Sarajevo - Sloboda Tuzla - Velež Mostar - Željezničar | - Proleter Zrenjanin - Spartak Subotica - Vojvodina | - Crvena zvezda - Partizan - Rad Beograd - Radnički Niš |          | - Budućnost       |                                    |
| 2. rang      |                      |                                                  |                                                                            |                                                     | - Borac Čačak - OFK Beograd - Sloboda Užice             |          | - Sutjeska Nikšić | - Pelister Bitolj - Vardar Skoplje |
| 3. rang      | - Koper              | - Belišće - Zadar                                |                                                                            | - Novi Sad                                          |                                                         | - Trepča |                   |                                    |
| Niži rangovi |                      | - Vrapče Zagreb                                  | - Borac B. Šamac - Vratnik Sarajevo                                        |                                                     |                                                         |          |                   |                                    |

## Šesnaestina završnice
| Domaći sastav             |   | Gostujući sastav        | Rezultat 8. kolovoza 1990. |
| ------------------------- | - | ----------------------- | -------------------------- |
| NK Koper (Koper)          | – | Spartak (Subotica)      | 3:0                        |
| Borac (Bosanski Šamac)    | – | Dinamo (Zagreb)         | 0:7                        |
| Trepča (Titova Mitrovica) | – | Vojvodina (Novi Sad)    | 1:7                        |
| Pelister (Bitolj)         | – | Rad (Beograd)           | 2:1                        |
| NK Zadar (Zadar)          | – | NK Rijeka (Rijeka)      | 0:0 (prod.) (2:4 pen.)     |
| Vratnik (Sarajevo)        | – | Željezničar (Sarajevo)  | 1:5                        |
| NK Belišće (Belišće)      | – | Crvena zvezda (Beograd) | 2:4                        |
| NK Osijek (Osijek)        | – | Velež (Mostar)          | 3:2                        |
| FK Novi Sad (Novi Sad)    | – | Sloboda (Tuzla)         | 0:1                        |
| Vrapče (Zagreb)           | – | Hajduk (Split)          | 0:6                        |
| Partizan (Beograd)        | – | Sutjeska (Nikšić)       | 2:0                        |
| Borac (Banja Luka)        | – | Vardar (Skoplje)        | 1:0 (prod.)                |
| Budućnost (Titograd)      | – | Sloboda (Titovo Užice)  | 1:0                        |
| FK Sarajevo (Sarajevo)    | – | Borac (Čačak)           | 6:1                        |
| Olimpija (Ljubljana)      | – | Proleter (Zrenjanin)    | 1:1 (prod.) (2:4 pen.)     |
| Radnički (Niš)            | – | OFK Beograd (Beograd)   | 1:2 (prod.)                |

## Osmina završnice
| Prva momčad           | Ukupno   | Druga momčad            | 1. utakmica 15. kolovoza 1990. | 2. utakmica 22. kolovoza 1990. |
| --------------------- | -------- | ----------------------- | ------------------------------ | ------------------------------ |
| Proleter (Zrenjanin)  | 2:0      | NK Koper (Koper)        | 2:0                            | 0:0                            |
| OFK Beograd (Beograd) | 3:2      | Željezničar (Sarajevo)  | 2:1                            | 1:1                            |
| Borac (Banja Luka)    | 2:1      | NK Osijek (Osijek)      | 2:0                            | 0:1                            |
| Sloboda (Tuzla)       | 3:4      | NK Rijeka (Rijeka)      | 2:0                            | 1:4                            |
| Hajduk (Split)        | 3:3 (gg) | Pelister (Bitolj)       | 1:1                            | 2:2                            |
| Budućnost (Titograd)  | 2:1      | Partizan (Beograd)      | 2:0                            | 0:1                            |
| Vojvodina (Novi Sad)  | 1:4      | Crvena zvezda (Beograd) | 0:2                            | 1:2                            |
| Dinamo (Zagreb)       | 5:1      | FK Sarajevo (Sarajevo)  | 1:0                            | 4:1                            |

## Četvrtzavršnica
| Prva momčad             | Ukupno | Druga momčad          | 1. utakmica 10. listopada 1990. | 2. utakmica 21. listopada 1990. |
| ----------------------- | ------ | --------------------- | ------------------------------- | ------------------------------- |
| NK Rijeka (Rijeka)      | 1:2    | Hajduk (Split)        | 0:1                             | 1:1                             |
| Borac (Banja Luka)      | 3:2    | Dinamo (Zagreb)       | 3:2                             | 0:0                             |
| Crvena zvezda (Beograd) | 4:2    | Proleter (Zrenjanin)  | 4:1                             | 0:1                             |
| Budućnost (Titograd)    | 2:3    | OFK Beograd (Beograd) | 1:2                             | 1:1                             |

## Poluzavršnica
| Prva momčad             | Ukupno | Druga momčad          | 1. utakmica 3. travnja 1991. | 2. utakmica 17. travnja 1991. |
| ----------------------- | ------ | --------------------- | ---------------------------- | ----------------------------- |
| Crvena zvezda (Beograd) | 6:3    | OFK Beograd (Beograd) | 3:0                          | 3:3                           |
| Hajduk (Split)          | 2:0    | Borac (Banja Luka)    | 1:0                          | 1:0                           |

## Završnica
Utakmica na stadionu Partizanu odigrana je u vrlo napetoj atmosferi zbog događaja u selu Kijevo nedaleko Splita i sukoba u Borovu Selu.

Tijekom utakmice potukli su se Igor Štimac i Siniša Mihajlović (dobili crvene kartone), a igrači Hajduka nosili su crne trake na dresovima, službeno zbog smrti oca prvotimca Darka Dražića, a neslužbeno zbog smrti Hrvata policajaca u Borovu Selu.

Alen Bokšić, strijelac pogotka kojim je Hajduk pobijedio Crvenu zvezdu, kaže da mu je Titov kup najveći uspjeh u karijeri:

Tada smo u izuzetno teškim uvjetima pobijedili Zvezdu, koja je tri tjedna kasnije osvojila naslov prvaka Europe, a potom i svijeta rekao je Bokšić.

### Susret
| 8. svibnja 1991. |             |               |                                                                                  |
| Hajduk Split     | 1:0         | Crvena zvezda | Stadion Partizana, Beograd Broj gledatelja: 7000 Sudac: Adem Fazlagić (Čapljina) |
| Bokšić 65'       | (izvještaj) |               | Stadion Partizana, Beograd Broj gledatelja: 7000 Sudac: Adem Fazlagić (Čapljina) |

| Hajduk | Crvena zvezda |

| HAJDUK SPLIT: |    |                   |     |     |
|               |    |                   |     |     |
| G             | 1  | Vatroslav Mihačić |     |     |
| B             | 2  | Mili Hadžiabdić   |     |     |
| B             | 3  | Grgica Kovač      |     | 72' |
| B             | 4  | Igor Štimac       | 70' |     |
| B             | 5  | Dragi Setinov     |     |     |
| B             | 6  | Slaven Bilić      |     |     |
| N             | 7  | Ardian Kozniku    |     | 78' |
| V             | 8  | Ante Miše         |     |     |
| N             | 9  | Alen Bokšić       |     |     |
| V             | 10 | Goran Vučević     |     |     |
| V             | 11 | Robert Jarni      |     |     |
| Izmjene:      |    |                   |     |     |
| B             |    | Mario Osibov      |     | 72' |
| V             |    | Joško Jeličić     |     | 78' |
| Trener:       |    |                   |     |     |
| Josip Skoblar |    |                   |     |     |

| CRVENA ZVEZDA:  |    |                    |     |     |
|                 |    |                    |     |     |
| G               | 1  | Stevan Stojanović  |     |     |
| B               | 2  | Duško Radinović    |     | 80' |
| B               | 3  | Slobodan Marović   |     |     |
| V               | 4  | Vladimir Jugović   |     |     |
| B               | 5  | Miodrag Belodedici |     |     |
| B               | 6  | Ilija Najdoski     |     |     |
| V               | 7  | Robert Prosinečki  |     |     |
| V               | 8  | Siniša Mihajlović  | 70' |     |
| N               | 9  | Darko Pančev       |     |     |
| N               | 10 | Dejan Savićević    |     |     |
| N               | 11 | Dragiša Binić      |     |     |
| Izmjene:        |    |                    |     |     |
| V               |    | Vlada Stošić       |     | 80' |
| Trener:         |    |                    |     |     |
| Ljupko Petrović |    |                    |     |     |

## Poveznice
- Prva savezna liga 1990./91.
- Druga savezna liga 1990./91.
- Međurepubličke lige 1990./91.

## Vanjske poveznice
- Tempo almanah 1990-1991
- RSSSF
- Jugoslavija - Detalji finala Kupa 1947.-2001
- exyufudbal.in.rs
- lavkup.com
- bihsoccer.com